# Регби в Армении
Регби в Армении относится к развивающимся видам спорта. Развитием регби занимается Федерация регби Армении, основанная в 2000 году и ставшая ассоциированным членом Регби Европы в 2002 году. национальная сборная с 2014 года не числится в рейтинге World Rugby, поскольку из-за неактивности членство Федерации регби Армении было приостановлено в ноябре того же года. Последние данные фиксировали 48-е место в рейтинге IRB в августе 2013 года.

## История

### Советская эпоха
Популярность регби в Армении традиционно не была высокой, и регби туда пришло из соседней Грузии. Француз армянского происхождения Жак Аспекян привёз регби в советские Грузию и Армению в 1950-е годы, благодаря чему в 1965 году в Ереване прошли первые регбийные матчи. В Ереване были образованы клубы «Динамо», «Спартак», «Ашхатанк» и «Буревестник», также появились несколько университетских команд. В сезоне 1966/1967 в чемпионате СССР дебютировал самый известный клуб Армянской ССР — ереванское «Динамо», а также образовалась сборная Армянской ССР на основе этого клуба. Одним из мастеров спорта СССР по регби стал Александр Григорьянц.
С 1972 года в чемпионате СССР выступал ереванский «Спартак», который доходил до четвертьфинала Кубка СССР. Из-за тяжелейших политических и экономических последствий Перестройки, а также из-за Первой карабахской войны и конфликта с Азербайджаном регби перестало развиваться в стране почти на протяжении 10 лет.

### Эпоха независимости
В 2000 году регби вернулось в Армению, когда была основана Федерация регби Армении. В 2002 году президентом федерации стал Гагик Паникян, в прошлом игрок ереванского «Спартака», который занялся развитием регби по всей стране. Армения стала членом Регби Европы в 2002 году, и вскоре в стране появились сборные по регби-15 и по регби-7, ядро которых составляли не только родившиеся в СССР, но и выходцы из Франции, и именно последние внесли свой основной вклад в образ сборной.
В 2004 году сборная Армении на Кубке Европейских наций одержала первые победы над Норвегией и Израилем, а также провела игры против Финляндии, Боснии и исторические встречи против Азербайджана. До 30 сентября 2006 года сборная Армении не терпела поражений, пока не проиграла в городе Вьен со счётом 16:29 Швейцарии. В том году армянская команда играла в группе C Кубка Европейских наций. Командой руководили в прошлом иностранцы Марк Абанозян и Лоран Айрапетян, не говорившие по-армянски. Айрапетян — уроженец Франции и игрок многих французских клубов, среди которых выделяется и «Стад Франсе». При новом формате сборная Армении под руководством Айрапетяна оказалась в группе A 3-го дивизиона Кубка Европейских наций, играя с командами Андорры и Сербии, и отметилась как несколькими важными победами, так и сенсационными проигрышами.
По состоянию на 2012 год в стране были три клуба «Арарат», «Арташт» и «Урени», однако де-факто чемпионат Армении по регби не проводился. С 2014 года членство Армении в Регби Европы приостановлено из-за неактивности федерации и сборной, а двумя годами ранее команде за неявку на матчи были засчитаны несколько технических поражений.
В 2019 году впервые за долгое время состоялась тренировка сборной Армении под руководством Роберта Мелконяна. Председатель совета директоров Армянского союза регби Тигран Саруханян объяснил, что неактивность федерации и сборной обосновывались отсутствием финансов.